# IC 1705
IC 1705 ist eine elliptische Galaxie vom Hubble-Typ E2 im Sternbild Walfisch. Sie ist schätzungsweise 261 Millionen Lichtjahre von der Milchstraße entfernt.
Das Objekt wurde am 3. Juli 1895 von Herbert Howe entdeckt.